# Johan Paulik
Johan Paulik, né le 14 mars 1975 à Bratislava (à l'époque Tchécoslovaquie, maintenant Slovaquie), est un acteur pornographique slovaque qui joue dans des films spécialisés gays.
Il est connu pour son apparence juvénile : corps glabre et fin, visage adolescent. Il se déclare hétérosexuel et dit apprécier les jeux sexuels entre hommes mais ne pas être homosexuel, il y a juste un esprit plus ouvert à Prague envers la sexualité[réf. nécessaire]. Plusieurs de ses films ont été de grands succès et des calendriers et livres de photographies autour de lui ont été publiés. En 2000, il est entré dans le GayVN Hall of Fame. Il travaille comme directeur commercial de la compagnie pornographique Bel Ami en Europe depuis 2002, après en avoir été l'un des acteurs fétiches.

## Ouvrages imprimés
- 1997 : Bel Ami Calendar
- 1998 : Together - Bel Ami Calendar
- 2001 : Bel Ami Allstar Calendar
- année ? : Mandate
- 2001 : Vogue Homme International, Spring-Summer

## Vidéographie
(films produits par Bel Ami Productions)
- 1994 : Sauna Paradiso
  - Lukas' Story
  - The Plowboys
- 1995 : Lukas' Story 2
  - Frisky Summer
- 1996 : Out At Last
- 1997 : An American in Prague
- 2001 : CoverBoys